# Lista chorążych reprezentacji Monako na igrzyskach olimpijskich
Lista chorążych reprezentacji Monako na igrzyskach olimpijskich – lista zawodników i zawodniczek reprezentacji Monako, którzy podczas ceremonii otwarcia nowożytnych igrzysk olimpijskich nieśli flagę Monako.

## Chronologiczna lista chorążych
| Lp. | Rok i miejsce        | Chorąży              | Dyscyplina              |
| --- | -------------------- | -------------------- | ----------------------- |
| 1   | 1920, Antwerpia      | Edmond Médécin       | Lekkoatletyka           |
| 2   | 1924, Charnonix      | Gaston Médécin       | Lekkoatletyka           |
| 3   | 1924, Paryż          | b.d.                 |                         |
| 4   | 1928, Amsterdam      | b.d.                 |                         |
| 5   | 1932, Los Angeles    | b.d.                 |                         |
| 6   | 1936, Berlin         | b.d.                 |                         |
| 7   | 1948, Londyn         | b.d.                 |                         |
| 8   | 1952, Helsinki       | b.d.                 |                         |
| 9   | 1960, Rzym           | b.d.                 |                         |
| 10  | 1964, Tokio          | Joseph Asso          |                         |
| 11  | 1968, Meksyk         | b.d.                 |                         |
| 12  | 1972, Monachium      | Jean-Charles Seneca  | Szermierka              |
| 13  | 1976, Montreal       | Francis Boisson      |                         |
| 14  | 1984, Sarajewo       | David Lajoux         | Narciarstwo alpejskie   |
| 15  | 1984, Los Angeles    | Jean-Luc Adorno      | pływanie                |
| 16  | 1988, Calgary        | Albert II Grimaldi   | Bobsleje                |
| 17  | 1988, Seul           | Stéphane Operto      | Kolarstwo               |
| 18  | 1992, Albertville    | Albert II Grimaldi   | Bobsleje                |
| 19  | 1992, Barcelona      | Christophe Verdino   | pływanie                |
| 20  | 1994, Lillehammer    | Albert II Grimaldi   | Bobsleje                |
| 21  | 1996, Atlanta        | Thierry Vatrican     | Judo                    |
| 22  | 1998, Nagano         | Gilbert Bessi        | Bobsleje, Lekkoatletyka |
| 23  | 2000, Sydney         | Thierry Vatrican     | Judo                    |
| 24  | 2002, Salt Lake City | Jean-François Calmes | Bobsleje                |
| 25  | 2004, Ateny          | Sébastien Gattuso    | Bobsleje, Lekkoatletyka |
| 26  | 2006, Turyn          | Patrice Servelle     | Bobsleje                |
| 27  | 2008, Pekin          | Mathias Raymond      | Wioślarstwo             |
| 28  | 2010, Vancouver      | Alexandra Coletti    | Narciarstwo alpejskie   |
| 29  | 2012, Londyn         | Angelique Trinquier  | pływanie                |
| 30  | 2014, Soczi          | Olivier Jenot        | Narciarstwo alpejskie   |
| 31  | 2016, Rio de Janeiro | Brice Etès           | Lekkoatletyka           |
| 32  | 2018, Pjongczang     | Rudy Rinaldi         | Bobsleje                |
| 33  | 2020, Tokio          | Quentin Antognelli   | Tenis stołowy           |
| 33  | 2020, Tokio          | Xiaoxin Yang         | Tenis stołowy           |